# Anchistus pectinis
Anchistus pectinis is een garnalensoort uit de familie van de Palaemonidae. De wetenschappelijke naam van de soort is voor het eerst geldig gepubliceerd in 1925 door Stanley Wells Kemp.